# Hyperammina
Hyperammina, soms ten onrechte Arhyperammum genoemd, is een geslacht van uitgestorven benthische foraminifera van de onderfamilie Hyperammininae, de familie Hyperamminidae, de superfamilie Hippocrepinoid, de onderorde Hippocrepinini en de orde Astrorhizida. Het soorttype is Hyperamminaongata. Het chronostratigrafische bereik beslaat het Holoceen.

## Classificatie
Talrijke soorten Hyperammine zijn beschreven. Een van de meest interessante of bekendste soorten zijn:
- Hyperammina elongata
- Hyperammina latissima

In Hyperammina zijn de volgende subgenres overwogen:
- Hyperammina (Girvanella), beschouwd als een geslacht Girvanella, van onzekere status
- Hyperammina (Saccorhiza), geaccepteerd als geslacht Saccorhiza
- Hyperammina (Tolypammina), geaccepteerd als geslacht Tolypammina